# Chair ardente
Pour plus de détails, voir Fiche technique et Distribution.
Chair ardente est un film français de René Plaissetty, sorti en 1931 en France.

## Synopsis
Une jeune bourgeoise tombe amoureuse d'un voyou. Elle décide de quitter son mari. Ils vivent une passion violente durant trois jours.

## Fiche technique
- Titre : Chair ardente
- Réalisateur : René Plaissetty, assisté de Raymond Lamy
- Scénario : Lucie Delarue-Mardrus
- Décors : Robert Bassi
- Photographie : Willy Faktorovitch, Nicolas Hayer et Émile Sallé
- Son : Maxime Lecomte et Marcel Royné
- Musique : Édouard Flament
- Société de production : Isis-film
- Langue : français
- Genre : Drame
- Durée : 84 minutes
- Sortie en France : 1931
- Sortie mondiale : 1932

## Distribution
- Charlotte Barbier-Krauss : la mère
- Paul Cambo : le frère
- Émile Dehelly : André de Clairval
- Jeanne Loury : Madeleine Fortin
- Jean Marchat : Alfred
- Raymond Narlay : le père
- Mary Serta : Marion
- Jean Wall : Florent